# 변산초등학교 변산동분교
변산초등학교 변산동분교는 전라북도 부안군 변산면 묵정길 118 (대항리)에 있었던 분교이다.

## 연혁
- 1963년 1월 16일 변산국민학교 묵정분교 인가
- 1971년 3월 1일 묵정국민학교 승격
- 1971년 12월 18일 변산동국민학교로 변경
- 1999년 3월 1일 변산초등학교로 통폐합